# Andreas Almgren
Andreas Almgren (12 de junio de 1995) es un deportista sueco que compite en atletismo, especialista en las carreras de fondo. En los Juegos Europeos de Cracovia 2023 consiguió una medalla de plata en la prueba de 5000 m.

## Palmarés internacional
| Juegos Europeos | Juegos Europeos   | Juegos Europeos  | Juegos Europeos |
| Año             | Lugar             | Medalla          | Prueba          |
| --------------- | ----------------- | ---------------- | --------------- |
| 2023            | Chorzów (Polonia) | Medalla de plata | 5000 m          |